# Алмейда, Микаэл
Микаэл Алмейда (порт. Mickaël Almeida; род. 27 января 1999 года, Лион, Франция) — португальский футболист, нападающий клуба «Манама Клаб».

## Клубная карьера
Микаэл является воспитанником академии французского клуба «Лион». Выступал за юношескую команду в возрастной категории до 19 лет.

## Карьера в сборной
15 декабря 2015 года Микаэл дебютировал за юношескую сборную Португалии. В её составе он принимал участие на юношеском чемпионате Европы 2016 года. Нападающий принял участие в трёх встречах группового этапа, а игры плей-офф провёл на скамейке запасных. Его сборная выиграла турнир, обыграв испанцев в серии пенальти.

## Достижения
- Чемпион Европы (до 17 лет): 2016